# Cercle Brugge KSV
Cercle Brugge Koninklijke Sportvereniging, belgisk fotbollsklubb från Brygge, grundad 9 april 1899. Man spelar i Belgiens högsta division Jupiler League.
Det är den näst mest populära föreningen i Brygge efter Club Brugge.

## Spelare

### Spelartrupp
| Nr | Land                    | Pos | Namn                                |
| -- | ----------------------- | --- | ----------------------------------- |
| 1  | Frankrike               | MV  | Thomas Didillon                     |
| 2  | Brasilien               | F   | Vitinho                             |
| 3  | Brasilien               | F   | Sousa (lån från Botafogo)           |
| 4  | Norge                   | F   | Jesper Daland                       |
| 5  | Serbien                 | F   | Boris Popovic                       |
| 6  | Litauen                 | MF  | Edgaras Utkus                       |
| 8  | Belgien                 | F   | Robbe Decostere                     |
| 9  | Togo                    | A   | Kévin Denkey                        |
| 10 | Bosnien och Hercegovina | MF  | Dino Hotić                          |
| 11 | Wales                   | A   | Rabbi Matondo (lån från Schalke 04) |
| 14 | Belgien                 | MF  | Charles Vanhoutte                   |
| 16 | Belgien                 | MV  | Miguel Van Damme                    |

| Nr | Land              | Pos | Namn                               |
| -- | ----------------- | --- | ---------------------------------- |
| 18 | Kongo-Brazzaville | F   | Senna Miangue                      |
| 19 | Bulgarien         | F   | Dimitar Velkovski                  |
| 21 | Brasilien         | MV  | Warleson                           |
| 22 | Portugal          | MF  | Leonardo Lopes                     |
| 23 | Belgien           | A   | Olivier Deman                      |
| 25 | Belgien           | F   | Alexander Corryn                   |
| 28 | Belgien           | MF  | Hannes Van der Bruggen             |
| 34 | Belgien           | A   | Thibo Somers                       |
| 35 | Kongo-Brazzaville | A   | Silvère Ganvoula (lån från Bochum) |
| 42 | Belgien           | A   | Aske Sampers                       |
| 89 | Belgien           | MV  | Sébastien Bruzzese                 |
| 98 | Senegal           | MF  | Franck Kanouté                     |

### Utlånade spelare
| Nr | Land      | Pos | Namn                                          |
| -- | --------- | --- | --------------------------------------------- |
| -  | Mali      | MF  | Aldom Deuro (i Châteauroux till 30 juni 2022) |
| -  | Frankrike | A   | Alimami Gory (i Paris FC till 30 juni 2022)   |

| Nr | Land    | Pos | Namn                                             |
| -- | ------- | --- | ------------------------------------------------ |
| -  | Belgien | F   | Arne Cassaert (i Royal Knokke till 30 juni 2022) |
| -  | Belgien | A   | Kylian Hazard (i RWDM till 30 juni 2022)         |

## Meriter
- Belgisk mästare: 1911, 1927, 1930
- Belgisk cupmästare: 1927, 1985
- Belgisk supercupmästare: 1980, 1996